# Daniel P. Mannix
Pour les articles homonymes, voir Mannix (homonymie).
Daniel P. Mannix, de son nom complet Daniel Pratt Mannix IV (né le 27 octobre 1911 à Bryn Mawr en Pennsylvanie et mort le 29 janvier 1997 à Malvern, en Pennsylvanie), fut artiste de rue puis officier avant de devenir écrivain et journaliste .
Il est l'auteur de la nouvelle The Fox and the Hound (1967), publiée en France en 1978 sous le titre Le Renard et le Chien courant et adaptée au cinéma en 1981 par les studios Disney sous le titre Rox et Rouky.

## Biographie
Au début des années 1940, il se produit comme avaleur de sabre et cracheur de feu, sous le pseudonyme de « The Great Zadma », avant de servir comme lieutenant de marine durant la Seconde Guerre mondiale. Il a tiré de son expérience un livre : Step Right Up (1951). Parmi ses autres œuvres, on compte des romans sur la chasse et des études historiques sur des sujets comme la torture ou les monstres de foire.
En 1948, il est convié par la spécialiste des serpents venimeux Grace Olive Wiley à venir photographier sa collection de serpents à Cypress. Alors qu'elle pose avec un cobra indien, l'animal la mord. Elle meurt à l'hôpital moins de deux heures plus tard. Daniel P. Mannix relate l'événement dans son livre All Creatures Great and Small sorti en 1963.

### En français
- Daniel Mannix et Jean Dupont (adapt.) (ill. François Bourgeon), Le Renard et le Chien courant, Paris, Bibliothèque verte, janvier 1978 (ISBN 978-2-01-004683-4).
- Daniel Mannix (trad. de l'anglais par Annette Vincent), Drifter : le lion de mer, Paris, Calmann-Lévy, 1976, 272 p. (ISBN 2-7021-0093-7).
- Daniel Mannix (trad. de l'anglais par Jeanne Toulouse et Nicolas Vidalenc), Mémoires d'un avaleur de sabres, Saint-Sulpice-la-Pointe, les Fondeurs de briques, 2011, 291 p. (ISBN 978-2-916749-22-8)Précédemment paru sous le titre : Entrez, entrez, Mesdames, Messieurs.

### En anglais
- Daniel P. Mannix, The Fox and the Hound, Dutton, New York, 1967. Illustrations de John Schoenherr.
- Daniel P. Mannix, Those About to Die (1958), réédité en 2001 sous le titre The way of the gladiator, New York, Ibooks, 16 juillet 2001, 228 p. (ISBN 978-0-7434-1303-9). Ce livre aurait inspiré le scénario de David Franzoni pour Gladiator[4].
- (en) Daniel P. Mannix, The history of torture (Sutton History Classics), Phoenix Mill, Stroud, Gloucestershire, Sutton Pub, 2003 (réimpr. 5 février 2003), 221 p. (ISBN 978-0-7509-3271-4).
- (en) Daniel Mannix, The Hell Fire Club : the underground classic, New York London, Ibooks Simon & Schuster, 2001 (1re éd. 1959), 233 p. (ISBN 978-0-7434-1315-2)
- Daniel P. Mannix, Freaks: We Who Are Not As Others, Re/Search Publications, 1er juin 1990.  (ISBN 978-0940642201)
- Daniel P. Mannix, All Creatures Great And Small, Longmans, 1er janvier 1965)
- Daniel P. Mannix et  Malcolm Cowley, Black cargoes: A history of the Atlantic slave trade, 1518-1865, Viking Press, 1962.
- Daniel P. Mannix, Step Right Up (1950) réédité en 1996 sous le titre Memoirs of a Sword Swallower, V/Search Publications (rééd. novembre 1996)
- Daniel P. Mannix et John A. Hunter, Tales of the African Frontier, Safari Press, 30 novembre 2006.  (ISBN 978-1571572424)
- Daniel P. Mannix, The Wolves of Paris, Avon, septembre 1983.  (ISBN 978-0380475551)
- Daniel P. Mannix, A Sporting Chance, Unusual Methods of Hunting (1967)
- Daniel P. Mannix, Killers of Kilimanjaro (1959)